# SES Sirius
SES Sirius (tidigare Nordic Satellite AB, Nordiska Satellitaktiebolaget och NSAB) var ett företag som tillhandahöll telekommunikation (främst television) för Norden och Baltikum via Siriussatelliterna. Företaget uppgick 2010 i SES Astra.

## Historik
NSAB bildades 1982 när den svenska och den norska regeringen bildade NSAB för att samarbeta kring telekommunikation via satellit. Företaget ägdes till 85 procent av Sverige och till 15 procent av Norge. 1989 blev NSAB helsvenskt genom att Norge sålde sin andel till Sverige.
Den första satelliten, Tele-X, sköts upp i april 1989. Rymdbolaget (SSC) fick i uppdrag att sköta satelliten. SSC köpte NSAB 1993 och från februari 1994 blev företaget hälftenägt mellan SSC och Teracom.
Under hösten 1993 hade NSAB köpt den brittiska satelliten Marcopolo 1, uppskjuten augusti 1989, av British Sky Broadcasting. NSAB lät satelliten byta namn till Sirius 1 och lade den på en position nära Tele-X. Satelliten kunde börja användas i början av 1994 och var fullbokad före årets slut.
Den andra Siriussatelliten Sirius 2 beställdes av Aerospatiale 1994 och kunde skjutas i november 1997. Några månader senare togs Tele-X ur tjänst. Sirius 3 beställdes 1997 och sköts upp i oktober 1998.
Tele Danmark köpte 1996 en andel på 25 procent av NSAB från SSC och Teracom.
Sirius 1 flyttades år 2000 till en ny position vid 13 grader väst och fick därmed beteckningen Sirius W. Sirius W skrotades slutligen i december 2003.
I juli 2000 sålde både Teracom och Tele Danmark sina andelar i NSAB till SES Astra som blev hälften ägare med SSC. SES Astra kunde öka sitt innehav till 75 procent i december 2003 genom köp av aktier från SSC. Företaget bytte namn till SES Sirius i december 2005 för att reflektera den nya ägarbilden och för att få med varumärkesnamnet i företagsnamnet.
I november 2007 sköts Sirius 4 (senare Astra 4a) upp för att ersätta Sirius 2 och 3. I januari 2008 hade alla kanaler som tidigare sänt på Sirius 2 och 3 flyttats till Sirius 4. Sirius 2 flyttades i april 2008 till en ny position på 31,5 grader öst och fick samtidigt den nya beteckningen Astra 5A. Astra 5a är inte längre i bruk.
I mars 2010 köpte SES Astra resterande delarna av SES Sirius och i slutet av juni blev företaget integrerat i SES Astra, och därmed används inte namnet Sirius längre. Satelliten Sirius 4 bytte namn till Astra 4A.
I maj och september 2011 omorganiserades SES Astra och försågs med ett nytt varumärke i syfte att effektivisera hela företagets verksamhet under en och samma ledning och under ett gemensamt varumärke, SES. Åtgärderna omfattade företagets två tidigare verksamma enheter, SES Astra och SES World Skies.

## Satelliter
SES Sirius hade vid sammanslagningen med SES Astra tre helägda satelliter, nära positionen 5 grader öst:
- Sirius 2, senare Astra 5A, flyttades till 31,5 grader öst, togs ur drift 15 januari 2009
- Sirius 3, backup till Sirius 4, ej längre i drift
- Sirius 4, numera Astra 4A, ersatte Sirius 2 och 3